# Pseudofluda pulcherrima
Pseudofluda pulcherrima là một loài nhện trong họ Salticidae.
Loài này thuộc chi Pseudofluda. Pseudofluda pulcherrima được Cândido Firmino de Mello-Leitão miêu tả năm 1928.